# Van Tijenbuurt
De Van Tijenbuurt  is een buurt in Geuzenveld in Amsterdam Nieuw-West.

## Geschiedenis en ligging
Het grondgebied behoorde tot 1921 tot de gemeente Sloten⁣, maar werd dat jaar geannexeerd door Amsterdam. Door de Tweede Wereldoorlog kon pas in 1953 begonnen worden met de voorbereiding van de bouw van de nieuwe wijk Geuzenveld. De wijk werd verdeeld in zeven afgebakende gedeelten die elk door een andere architect werden ontworpen:
- Willem van Tijen
- Cornelis Wegener Sleeswijk
- Jacob Berend Bakema
- Willem Marinus Dudok
- Bernhard Bijvoet
- Theodorus Johannes Lammers
- Ben Merkelbach

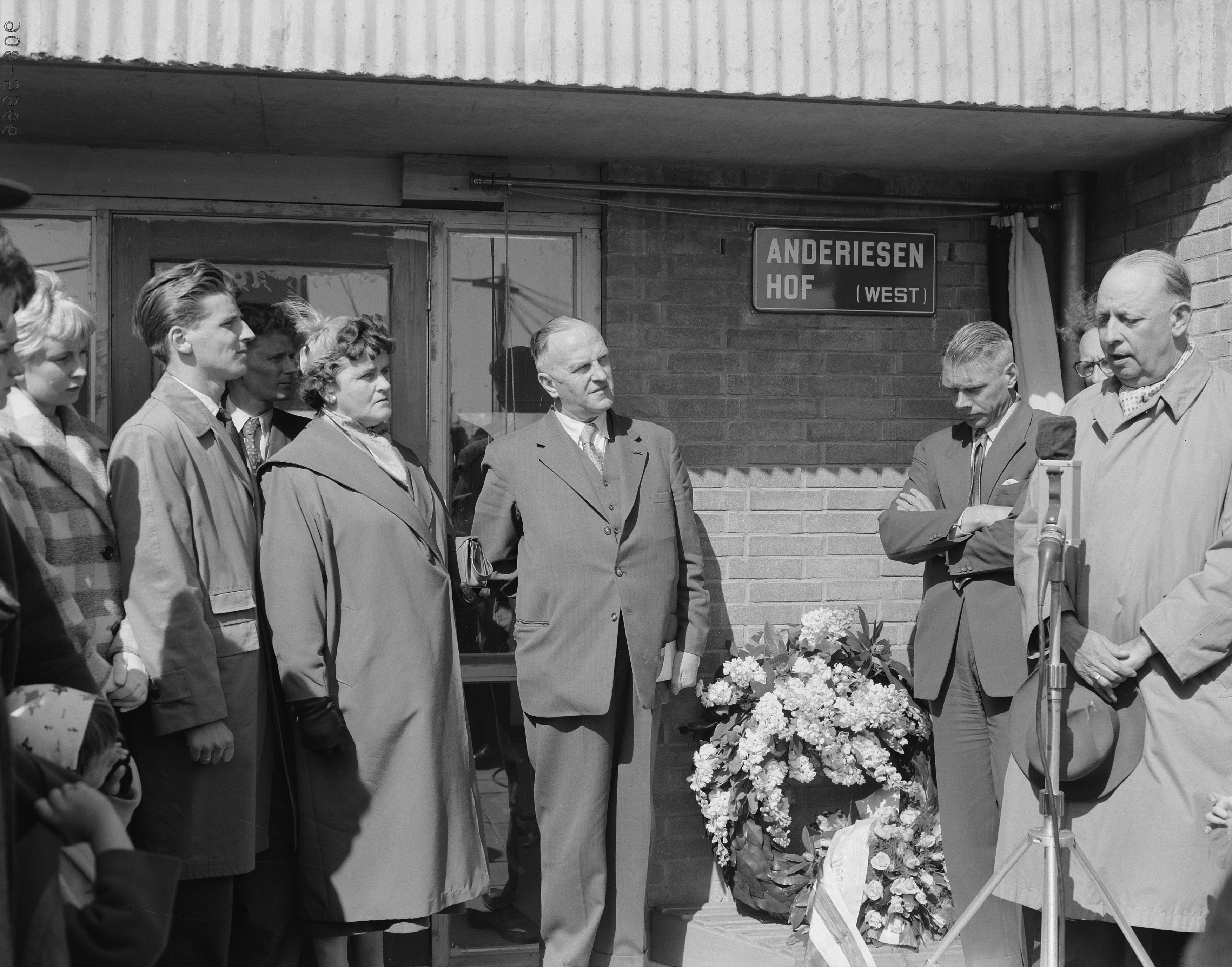
Speciaal voor bejaarden bestemde woning in het Andriessehof 1957

Het door Willem van Tijen ontworpen gedeelte bevindt zich in het zuidwestelijke deel van Geuzenveld en wordt begrensd door de Nolensstraat, De Savornin Lohmanstraat, Weissmanstraat en Willem Kromhoutstraat in het noorden, het sportpark Ookmeer in het zuiden, de Troelstralaan in het oosten en Cort van der Lindenkade en Willem Mulierhof in het westen. De buurt bestond oorspronkelijk uit portiekflats en eengezinswoningen. Daarnaast waren er woningen voor specifieke doelgroepen zoals bejaarden en alleenstaande. De middelhoogbouw werd opgeleverd in 1957 en de laagbouw in 1958.

## Middelhoogbouw

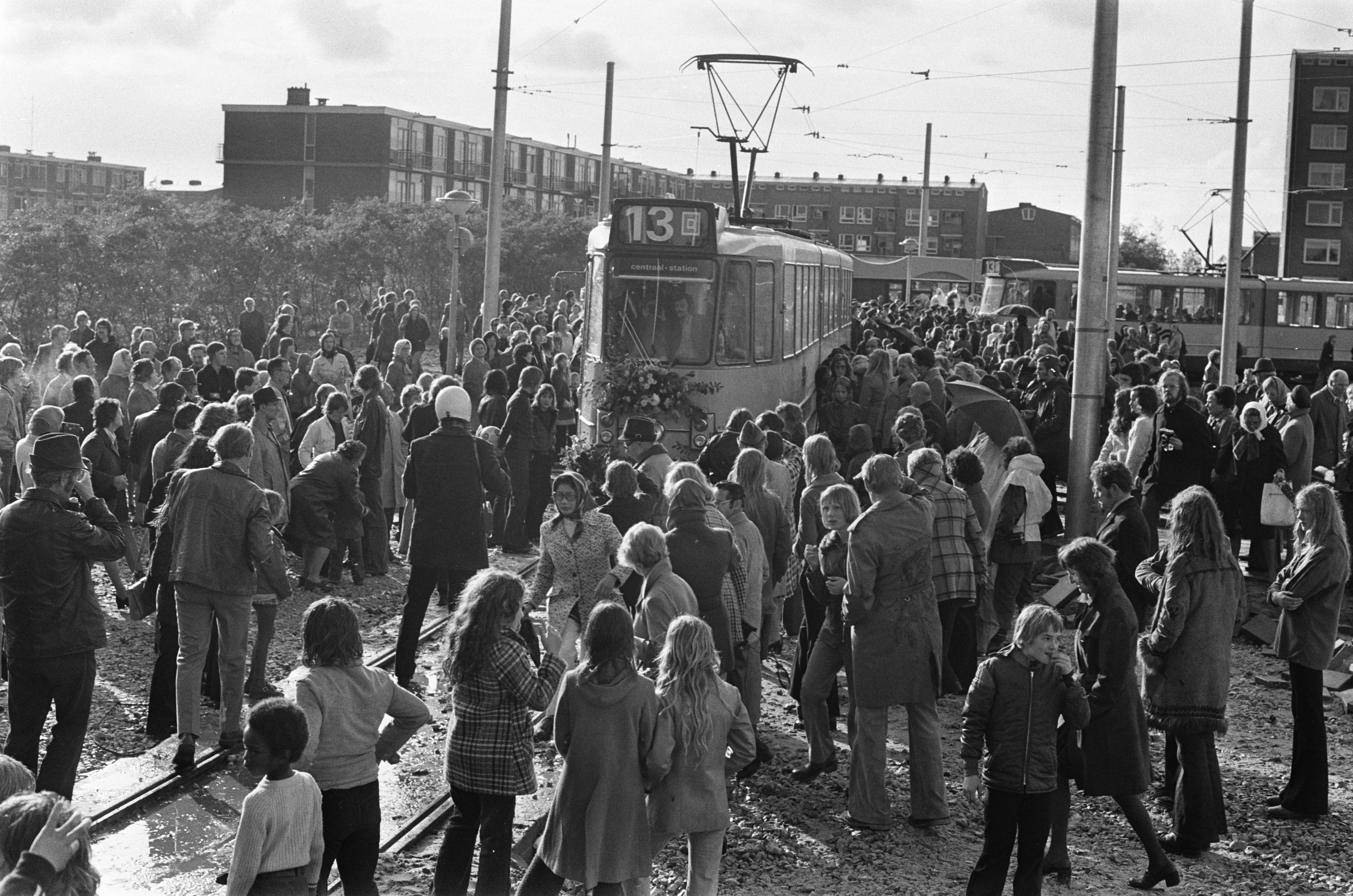
Links de Van Tijenflats aan de Nolensstraat in 1974 die in 2022 zijn gesloopt

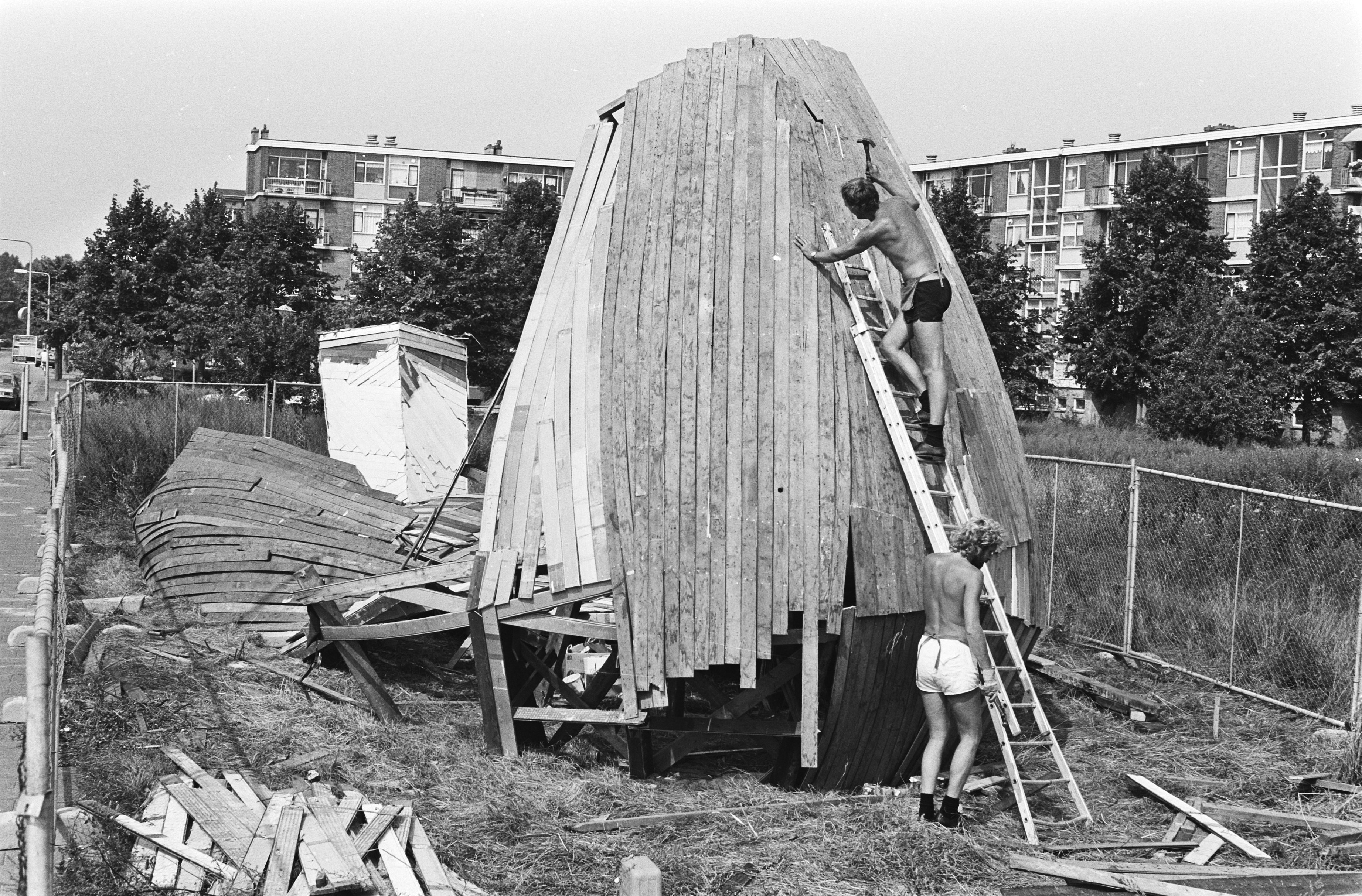
Achter kunstwerk haaks op elkaar staande portiekflats aan de Nolensstraat in 1983, deze zijn als laatste gesloopt in 2022

De portiekflats bestonden uit achttien gebouwen met vier woonlagen met een platdak die twee aan twee haaks op elkaar waren gebouwd. Hiervan waren negen grote blokken met 288 drie- en vierkamerwoningen en negen kleinere blokken met 168 drie- en vierkamerwoningen, in totaal 456 woningen. Zes gebouwen waren gelegen aan de Nolensstraat, twee aan het Anderiesenhof, Jasper Warnerhof en Dudok de Withof, drie aan de De Savornin Lohmanstraat, en een aan de Top Rinckerstraat, Blussestraat en Aalbersestraat. De helft van de blokken had een toegang met een portiek en de andere helft met een halfhoog bordes. Bij de portiekflats was aan de achterzijde een noodtrap.
Op de hoeken bevonden zich op de begane grond een aantal bejaardenwoningen. Ook waren er op de begane grond garageboxen die konden worden gehuurd, niet noodzakelijkerwijze de bewoner daar boven. De 1e etage kreeg het huisnummer met toevoeging 1, de 2e etage met toevoeging 2 enzovoort. In de Aalbersestraat kwamen op de plek van de garageboxen een aantal winkels. In de Nolensstraat en De Savornin Lohmanstraat kwamen in totaal zeven winkels op de hoeken.
Het waren voor die jaren moderne en lichte woningen, zeker voor voormalige inwonende en bewoners die uit oude woningen in de vooroorlogse stad kwamen. Tussen de huiskamer en een slaapkamer was een schuifdeur aangebracht zodat de kamers op verschillende tijdstippen anders konden worden gebruikt. De woningen waren voorzien van een Bruynzeel keuken met geiser, een badcel met douche en lavet en als noviteit een centraal antennesysteem voor ontvangst van radio- en televisiesignaal. Ook was er een voor en achter balkon en een berging voor fietsen op de begane grond. De woningen waren niet voorzien van dubbel glas en centrale verwarming, op het achterbalkon bevond zich een kolenhok.
De woningen werden verhuurd door woningbouwvereniging Rochdaleen de huur van een etagewoning bedroeg in 1957 ca. Fl 10,- per week die aan een huurophaler contant moest worden betaald. Of men een woning met twee of drie slaapkamers kreeg toegewezen was afhankelijk van het aantal kinderen waarbij bij kinderen van hetzelfde geslacht er van werd uitgaan dat twee kinderen op een kamer konden slapen.
In de Nolensstraat was ten behoeve van een dokterspraktijk een drie en vierkamerwoning samengevoegd tot een zevenkamerwoning. Na vertrek van de praktijk werd de woning verhuurd aan grote gezinnen.

#### Voorzieningen
Winkels waren niet geconcentreerd, maar verspreid gelegen op de hoek. Tussen de woningen bevonden zich brede groenstroken met beplanting en speelvoorzieningen voor kinderen en zitbankjes voor moeders om toezicht te houden. Ook kwam er aan de Nolensstraat hoek van Karnebeekstraat een rolschaatsbaan.
Niet alle plannen van Willem van Tijen zijn gerealiseerd zoals een "Rochdalestraatje" waar de bewoners elkaar zouden kunnen ontmoeten, knutselruimtes en moes- en siertuinen die door de bewoners zouden kunnen worden gehuurd.

### Sloop

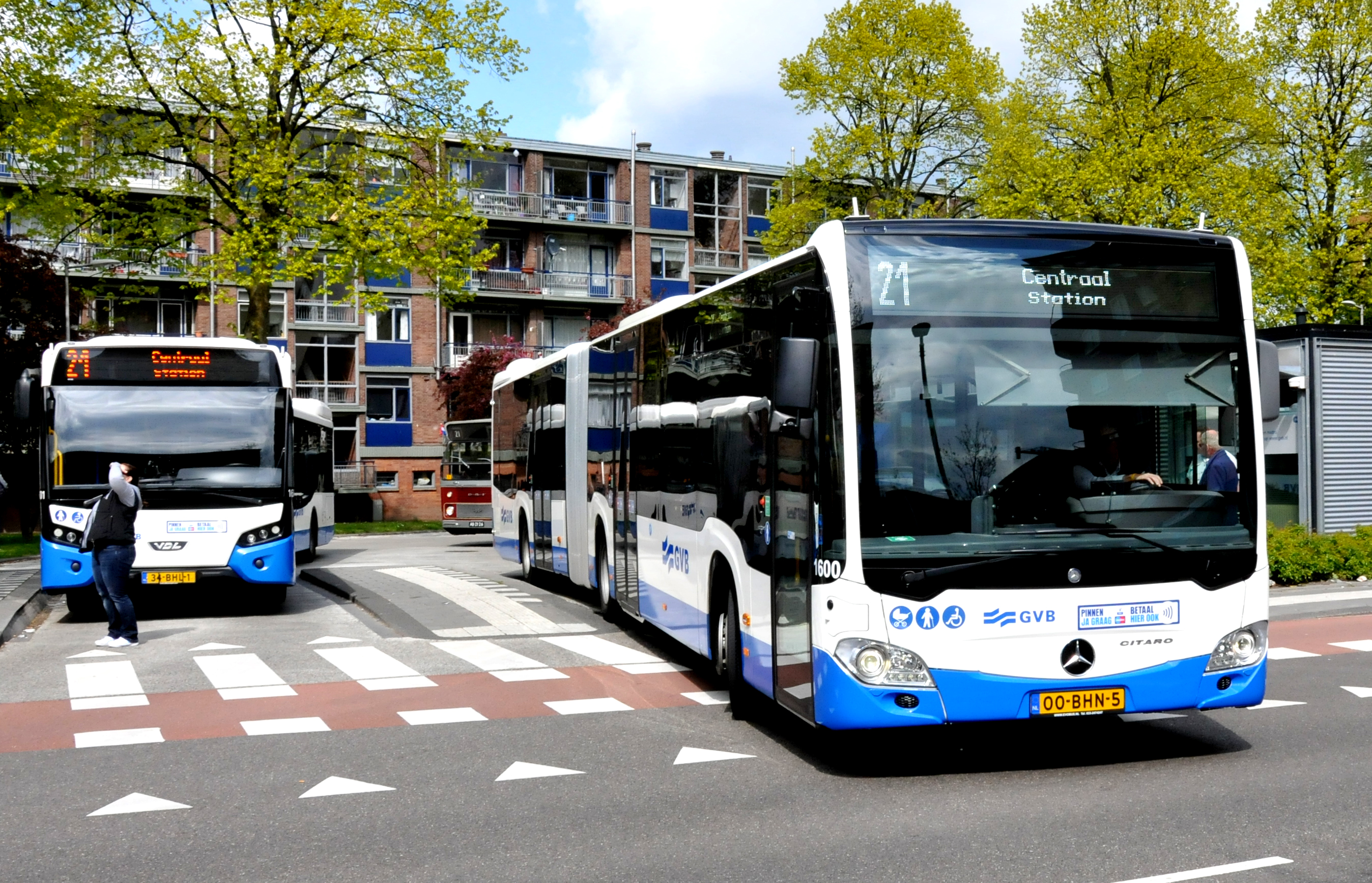
op de achtergrond een ontworpen portiekflat uit 1957 enkele jaren voor de sloop

Tussen 2006 en 2008 werden vijftig jaar na de bouw van de 18 portiekflats er 12 gesloopt omdat deze niet meer aan de eisen van de tijd voldeden en renovatie niet aan de orde was. Ze werden door nieuwbouw vervangen waarbij een deel van de nieuwbouw door de crisis pas later werd gerealiseerd.
De resterende 6 portiekflats aan de Nolensstraat werden echter gedeeltelijk opgeknapt omdat de sloop en nieuwbouw daar was uitgesteld door de crisis. De bewoners hadden echter veel klachten over achterstallig onderhoud, kou, tocht en schimmel.
Erfgoedvereniging Heemschut verzocht in 2019 om de monumentenstatus voor deze flats omdat die kenmerkend zijn voor de in de jaren vijftig toen nagestreefde ideale volkshuisvesting met veel groen, licht en goede bezonning. Bovendien hebben de woningen functioneel goed doordachte plattegronden. Deze aanvraag werd ondersteund door positieve adviezen van het gemeentelijk bureau Monumenten en Archeologie en van de Commissie Ruimtelijke Kwaliteit. Stadgenoot, inmiddels eigenaar van de woningen, en de gemeente kozen echter toch voor sloop. Een compromisvoorstel om een van de drie gebouwen zorgvuldig te renoveren was niet bespreekbaar.
Uiteindelijk ging in 2022 de sloop alsnog van start en kwam er nieuwbouw.

### Nieuwbouw
De laagbouwwoningen en de woonwerkwoningen zijn ontworpen door Architectenbureau Barth. De houten vier-onder-één-kap-woningen zijn ontworpen door BuroBEB. De markante toren op de hoek van buurt is van Liesbeth van der Poll. Bijzonder zijn de negen zelfbouwkavels langs de Troelstralaan. Dit is het eerste experiment met Particulier opdrachtgeverschap in de Westelijke Tuinsteden.
De verkaveling werd geheel anders en een aantal straten verdwenen, werden verlengd, kregen een ander achtervoegsel of kwamen op een andere plaats te liggen.

## Laagbouw
De laagbouwwoningen zijn grotendeels behouden en uitgebreid gerenoveerd. In de Van Karnebeekstraat bevonden zich op de westelijke hoeken winkels.
Een bijzonder project en rijksmonument zijn de Atelierwoningen in de van Karnebeekstraat.

## Openbaar vervoer
Aan De Savornin Lohmanstraat tussen de in juli/augustus 2022 verdwenen laatste van Tijenflats bevindt zich sinds 1958 het beginpunt van bus 21, sinds 2025 een van de eindpunten, met als uitstaphalte de Nolensstraat. Op het Lambertus Zijlplein, bevindt zich sinds 1974 het eindpunt van tram 13.
 Abberdaan · Admiralenbuurt · Amstel III · Amsteldorp · Amstelkwartier · Andreas Ensemble · Apollobuurt · ArenAPoort · Bajeskwartier · Banne Buiksloot · Bedrijventerrein Sloterdijk · Bellamybuurt · Betondorp · Bijlmer · Binnenstad · Bloemenbuurt · Borgerbuurt · Borneo · Bos en Lommer · Buiksloot · Buiksloterham · Buikslotermeer · Buiteneiland · Buitenveldert · Bullewijk · Burgwallen Oude Zijde · Burgwallen Nieuwe Zijde · Centrum Amsterdam Noord · Centrumeiland · Chassébuurt · Chinatown · Cremerbuurt (Amsterdam) · Cruquius · Czaar Peterbuurt · Da Costabuurt · Dapperbuurt · De Aker · De Baarsjes · De Bongerd · De Eendracht · De Heining · De Krommert · De 9 Straatjes · De Omval · De Pijp · Diamantbuurt · Driemond · Disteldorp · Dubbele Buurt · Duivelseiland · Duvelshoek · Elzenhagen · Erasmusparkbuurt · Floradorp · Frederik Hendrikbuurt · Funenpark · Gaasperdam · Gein · Geuzenveld · Gibraltarbuurt · Gouden Reael · Gulden Winckelbuurt · Grachtengordel · Haarlemmerbuurt · Hallenkwartier · Haven-Stad · Haveneiland · Havenstraatterrein · Helmersbuurt · Het Funen · Holendrecht · Hoofddorppleinbuurt · Houthaven · IJ-oevers · IJburg · IJdock · IJplein · Indische Buurt · Jan Maijenbuurt · Java-eiland · Jeruzalem · Jeugdland ·Jodenbuurt · Jordaan · Julianapark · Kadijken · Kadoelen · Kattenburg · Kinkerbuurt · KNSM-eiland · Kolenkitbuurt · Kop van Jut · Van der Kunbuurt · Laan van Spartaan · Landlust · Landstrekenbuurt · Lastage · Leidsebuurt · Lutkemeer · Marathonbuurt · Marineterrein · Marken · Marktkwartier · Medisch Centrum Slotervaart · Mercatorbuurt · Middelveldsche Akerpolder · Molenwijk · Museumkwartier · Nellestein · Nieuw Sloten · Amsterdam Nieuw-West · Nieuwe Pijp · Nieuwendam · Nieuwendammerdijk en Buiksloterdijk · Nieuwendammerham · Nieuwezijde · Nieuwmarkt · Noorderhof · Noordoever Sloterplas · Noordse Bos · Olympisch Kwartier · Omval · Ookmeer · Oostelijk Havengebied · Oostelijke Eilanden · Oostelijke Handelskade · Oostenburg · Oosterdokseiland · Oosterparkbuurt · Oostoever Sloterplas · Oostpoort · Oostzanerwerf · Osdorp · Oud Osdorp · Oud-Oost · Oud-West · Oud-Zuid · Oude Pijp · Oudezijde · Overamstel · Overhoeks · Overtoombuurt · Overtoomse Buurt · Overtoomse Veld · Park Haagseweg · Park de Meer · Plan van Gool · Plan West · Plan Zuid · Planciusbuurt · Plantagebuurt · Postjesbuurt · Prinses Irenebuurt · Rapenburg · Reigersbos · Riekerpolder · Rieteilanden · Rietlanden · Rivierenbuurt · Robert Scottbuurt · Roeterseiland · Ruigoord · Schinkel (bedrijventerrein) · Schinkelbuurt · Science Park · Sloten · Sloterdijk · Sloterdijk-Centrum · Slotermeer · Slotervaart · Sluisbuurt · Spaarndammerbuurt · Spieringhorn · Sporenburg · Sportheldenbuurt · Staatsliedenbuurt · Stadionbuurt · Steigereiland · Strandeiland · Teleport · Transvaalbuurt · Trompbuurt · Tuindorp Buiksloot · Tuindorp Buiksloterham · Tuindorp Nieuwendam · Tuindorp Oostzaan · Tuttifruttidorp · Van Tijenbuurt · Uilenburg · Universiteitskwartier · Valkenburg · Van der Kunbuurt · Van der Pekbuurt · Van Lennepbuurt · Venserpolder · Vlooienburg · Vogelbuurt · Vogeldorp · Vogeltjeswei · Volewijck · Vondelparkbuurt · Vrije Geer · Waalseiland · Watergraafsmeer · Waterlandpleinbuurt · Waterwijk · Weesp · Weesperbuurt · Weespertrekvaartbuurt · Weesperzijde · Westelijke Eilanden · Westelijke Tuinsteden · Westerdokseiland · Westerpark · Westpoort · Willemspark · Wittenburg · Zeeburg · Zeeburgereiland · Zeeheldenbuurt · Zuidas · Zuideramstel